# Triple-Osteotomie

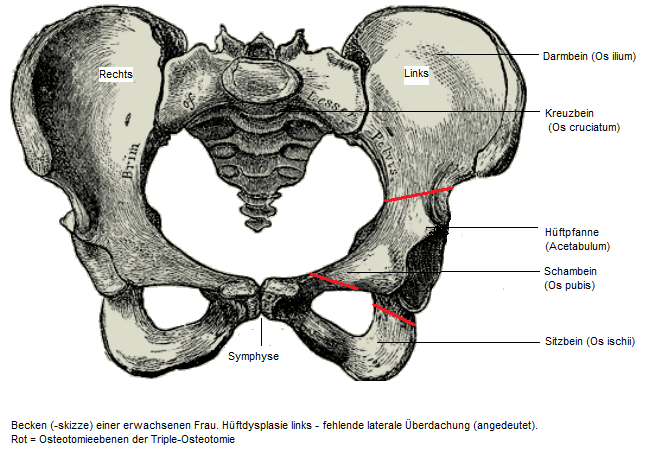
Becken einer erwachsenen Frau mit Hüftdysplasie links. Osteotomielinien der Triple-Osteotomie (rot).

Die Triple-Osteotomie (Syn. Dreifache Beckenosteotomie – DBO, Tönnis-Osteotomie, modifizierte Tönnis-Osteotomie oder Triple-pelvic-osteotomy – TPO) des Beckens ist eine der jüngsten Operationstechniken zur Behandlung der Hüftdysplasie (Abk. HD). Der Begriff erklärt sich aus der knöchernen Durchtrennung (Osteotomie) aller drei (Triple) die Hüftpfanne bildenden Beckenknochen (Sitzbein, Schambein und Darmbein).
Das Ziel der Operation ist es, die bei Hüftdysplasie bestehenden ungünstigen biomechanischen Verhältnisse im Hüftgelenk zu verbessern. Der Eingriff verspricht auch bei beginnendem und bereits fortschreitendem Hüftgelenksverschleiß (Coxarthrose) Erfolg, sodass die Notwendigkeit eines Gelenkersatzes (Endoprothese) hinausgezögert oder sogar ganz vermieden werden kann.
Bei der Triple-Osteotomie wird die knöcherne Hüftpfanne (Acetabulum) vollständig vom Rest des Hüftbeines gelöst. So wird es möglich, die Überdachung des Hüftkopfes dreidimensional und nahezu anatomisch zu rekonstruieren. Das Operationsverfahren – so wie es heute Anwendung findet – wurde Mitte der 1970er Jahre erstmals von Dietrich Tönnis unter Mitwirkung von Klaus Kalchschmidt an der Städtischen Klinik Dortmund durchgeführt und auch dort entwickelt.
Ein technisch vergleichbarer Eingriff, der in der Veterinärmedizin bei jungen Hunden mit Hüftdysplasie durchgeführt wird, wird ebenfalls häufig Triple-Pelvic-Osteotomy (TPO) genannt.

## Anatomische Besonderheiten

Beckenanatomie
Anatomie des gesunden Beckens (Ansicht von vorne)
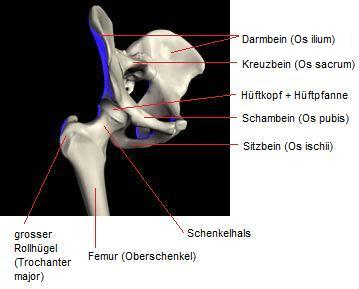
Modell eines gesunden Beckens

Das Becken ist der Mittelpunkt des menschlichen Körpers und vereinigt die Wirbelsäule mit der unteren Extremität (Bein). Gleichzeitig liegen wichtige Organe, wie z. B. die Harnblase, der Enddarm, die Geschlechtsorgane und deren Anhänge, direkt im Beckengewölbe. Große Gefäße und Nerven (Ischiasnerv, Beckenarterie und -vene) gabeln sich hier. Schließlich setzen zahlreiche Muskeln, Sehnen und Bänder am Becken an, die für die Körperstatik und besonders für die komplexen Hüftbewegungen wichtig sind.
Die gewölbeartige Struktur des Beckens und die empfindlichen Weichteilverhältnisse (Nerven, Gefäße, Muskel-Sehnenansätze) machen die Zugangswege kompliziert.

### Die dysplastische Pfanne
Eine Hüftdysplasie führt zum Minderwachstum des Gelenks und somit zu einer minderwertigen Ausbildung der knöchernen Überdachung des Hüftkopfes. Der laterale und ventrale Pfannenerker sind nur teilweise oder gar nicht angelegt, was zu einer Dezentrierung des Hüftkopfes führt. Biomechanisch führen die unzureichende Überdachung und die Dezentrierung des Kopfes zu einer Verschiebung der Belastungszonen. Je kleiner die tragende Fläche (hier die dysplastische Pfanne), desto höher der entstehende Belastungsdruck (übertragen durch den Hüftkopf).

Gesundes Hüftgelenk mit physiologisch ausgebildeten Pfannenerkern
Dysplasiehüfte. Mangelhafte laterale und ventrale Überdachung/Pfannenerker.
Biomechanik des Hüftgelenks in Normalstellung
Biomechanik des Hüftgelenks bei Dysplasie
Gesunder Pfannenerker
Pfannenerker mit Dysplasie

## Ziel der Triple-Osteotomie
Ziel dieser Operation ist es, das Acetabulum (also die Hüftpfanne) in allen Ebenen so zu drehen und zu schwenken, dass der Femurkopf wieder nahezu vollständig, wie von einer gesunden Pfanne, überdacht wird („Containment“). Deshalb spricht man auch von einer dreidimensionalen Rekonstruktion. Da sich die Fehlbildung bei einer Hüftdysplasie nicht auf den seitlichen Pfannenerker beschränkt, sondern die gesamte Pfannenhemisphäre betrifft, reicht es nicht aus, die Überdachung nur in eine Richtung zu verbessern. Ziel ist es, die dysplastische Pfanne anatomisch (soweit möglich) zu rekonstruieren. Dies beinhaltet auch die Einbeziehung der hinteren und besonders der vorderen Überdachung.
Je nach Schweregrad der Erkrankung und der resultierenden Verformung von Femurkopf und Acetabulum, muss sich die Rekonstruktion auch an die gegebenen Umstände anpassen. Ist der Femurkopf z. B. stark abgeflacht oder so verformt, dass der laterale Schenkelhals-Kopf-Übergang wegfällt, kann eine zu weite Korrekturschwenkung der Pfanne zu Einschränkungen in der Bewegung führen. Es entsteht ein sogenanntes Femoro-acetabuläres Impingement (kurz FAI). In diesen Fällen wird die Rekonstruktion – also die Pfannenschwenkung – nur „so weit wie möglich“ vorgenommen. Manchmal sind auch remodellierende Maßnahmen am Schenkelhals oder an den Randkanten des Kopfes nötig.
Bei Hüftdysplasie oder Perthes-bedingter Schenkelhalsanomalie (siehe CCD-Winkel), die eine anatomische Rekonstruktion verhindern oder einschränken, kann zusätzlich eine Intertrochantere Osteotomie durchgeführt werden. Die meisten Hüftdysplasien führen durch den Hochstand des Femurkopfes bedingt zu einer Coxa valga und häufig auch zu einer Coxa antetorta. Wenn notwendig wird deshalb eine Derotations-Varisationsosteotomie (DVO, siehe Osteotomie) durchgeführt.

## Indikationen und Kontraindikationen
Indikationen für eine Triple-Osteotomie sind eine angeborene Hüftdysplasie des erwachsenen Beckens sowie sekundäre Hüftdysplasien, beispielsweise im Rahmen neurologischer Erkrankungen wie einer infantilen Zerebralparese oder einer Poliomyelitis. Eine Dysplasiecoxarthrose (beginnender Gelenkverschleiß der Hüfte bei vorhandener Hüftdysplasie) gilt – besonders im Anfangsstadium – ebenfalls als Indikation, ebenso wie ein Morbus Perthes (frühkindliche Hüftkopfnekrose) mit starker Hüftkopfabflachung.
Seltene Formen des Femoro-acetabulären Impingements, beispielsweise bei einer Protrusio acetabuli (angeborene Fehlbildung mit zu tiefem Pfannengewölbe), stellen ebenfalls eine Indikation zur Triple-Osteotomie dar.

### Faktor Alter
Die Triple-Osteotomie ist nicht das Universalverfahren für jeden Patienten mit Hüftdysplasie oder Patienten jedes Alters. Erstrebenswert, aber nicht zwingend ist es, diesen Eingriff erst bei komplettem Verschluss aller Wachstumszonen durchzuführen. Bei Kindern im Wachstum haben Triple-Osteotomien jedoch auch gute Ergebnisse erzielt und nicht zu Wachstumsbehinderungen geführt.
Es gibt verschiedene Ansichten darüber, ab welchem Alter eine solche Operation durchgeführt werden kann. Zeitweise wurden auch Kinder ab sieben Jahren mit diesem Verfahren behandelt. In diesem Alter werden jedoch mit einfacheren und schonenderen Operationstechniken, z. B. der Acetabuloplastik gleiche Ergebnisse erzielt. Zumeist wird der vollständige Verschluss der Wachstumsfugen am Becken in einem Alter zwischen zwölf und 14 Jahren erreicht, welches laut Experten auch als Untergrenze des Therapiealters gelten sollte.
Nach oben sind die Altersgrenzen weitaus schwieriger zu setzen. Sofern keine Kontraindikationen bestehen, können Patienten auch noch im Alter von 50 Jahren mit dieser Operation versorgt werden. Entscheidend ist hierfür der Grad des Gelenkverschleißes und der allgemeine körperliche Zustand des Menschen. Bei der Indikationsstellung ist darüber hinaus darauf zu achten, dass es sich um einen schweren und körperlich belastenden Eingriff handelt, der eine anstrengende und lange Rehabilitation nach sich zieht, aber bei gegebenen Umständen dem Patienten eine Hüftprothese ersparen kann.

### Absolute Kontraindikationen
Als absolute Gegenanzeigen werden eine fortgeschrittene Dysplasiecoxarthrose mit entsprechender Bewegungseinschränkung, Erkrankungen oder Folgezustände des Muskel-Sehnen-Apparates der Hüfte, die das dreidimensionale Schwenken des Pfannengewölbes unmöglich machen würden, Narkose- oder Operationsunfähigkeit aus anderen medizinischen Gründen, Schwangerschaft, bakteriell-entzündliche Veränderungen im Bereich der Beckenknochen (z. B. Osteomyelitis oder bakterielle Arthritis des Hüftgelenks), Wundheilungsstörungen, entzündliche Veränderungen im Bereich des Operationsfeldes und Tumoren oder Metastasen im Bereich des Beckens angesehen.

## Diagnostik

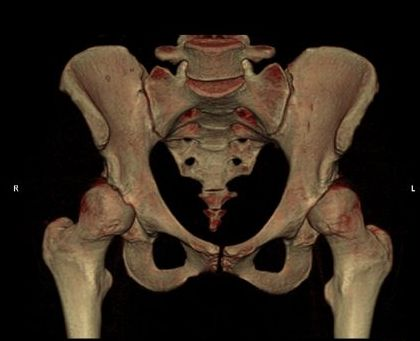
Virtuelle 3D-Darstellung des Beckens mit bds. Hüftdysplasie li.>re.(VRT-CT)

Sowohl zur genauen Beurteilung der Hüftdysplasie und ihres Schweregrades, als auch zur Planung der Operation werden konventionelle Röntgenbilder des Beckens, sogenannte Beckenübersichtsaufnahmen, angefertigt.
Computertomographien (CT) oder Magnetresonanztomographien (MRT) sind nur in Ausnahmefällen notwendig, um z. B. den Grad der Gelenkschädigung besser beurteilen zu können. Computerverfahren zur dreidimensionalen Darstellung von Organen haben sich im Bereich des Beckens nicht etabliert. Jedoch kommt das 3D-CT des Beckens bei CT-gestützten Navigationsverfahren (siehe unten) zum Einsatz.

## Operationsablauf

### Anästhesie und Schmerztherapie
Da dieser Eingriff postoperativ zu starken Schmerzen führt, wird meistens ein Periduralkatheter angelegt, der nach der Operation für mehrere Tage zur Schmerzbehandlung dient. Typischerweise wird dies in der Operationsabteilung oder in einem Anästhesie-Vorbereitungsbereich kurz vor der eigentlichen Narkose vorgenommen. Die Operation wird in Vollnarkose mit Intubation und Beatmung durchgeführt.

### Lagerung
Die drei verschiedenen Zugänge machen es notwendig, dass der Patient für den ersten Schritt – die Durchtrennung (Osteotomie) des Sitzbeins – auf der Seite oder auf dem Bauch gelagert wird. Das Lagern auf der entgegengesetzten Seite hat sich mittlerweile etabliert, da man so den Patienten steril, also ohne neue Desinfektion und Abdeckung, auf den Rücken drehen kann. Für den zweiten und dritten Zugang (Scham- und Darmbein) bleibt der Patient in Rückenlage.

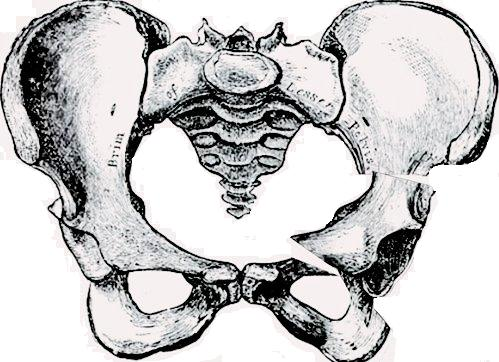
Hüftdysplasie links. Pfanne nach lateral und ventral geschwenkt

### Operationstechnik
Im ersten Schritt wird die Durchtrennung des Sitzbeines vorgenommen. Das Sitzbein wird schräg zu seinem Verlauf durchtrennt und verbleibt ohne Osteosynthese (operative Wiederzusammenfügung). Nachdem der Patient wieder auf den Rücken gedreht wurde, erfolgt die Osteotomie des Schambeins. Bevor die Osteotomie des Darmbeins angegangen wird, schraubt der Operateur eine Führungsschraube oberhalb der Pfanne ein. An dieser stabilen Schraube kann er das Pfannenfragment unter Röntgenkontrolle so weit drehen und schwenken, bis die Pfanne die gewünschte Position erlangt hat (Joystick-Technik). Anschließend erfolgt die Befestigung des Darmbeins an das Pfannenfragment durch Osteosynthese mit Schrauben oder Drähten. Eine Osteosynthese des Schambeins ist nicht obligat, trägt aber stark zur Gesamtstabilität bei.

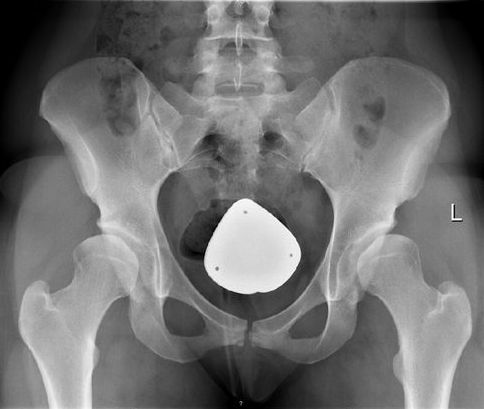
Schwere HD li.>re. vor der Operation
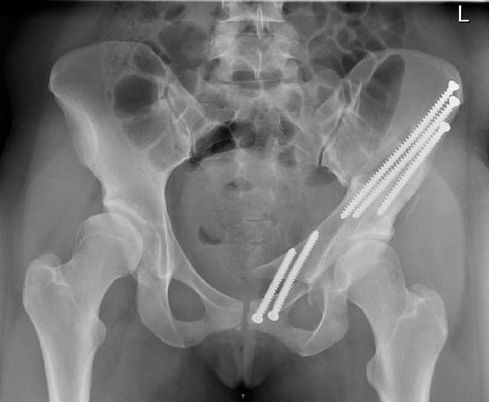
Nach der Operation
Skizze der Hüftdysplasie li. mit eingezeichneten Osteotomielinien
Skizze der fertigen Triple-Osteotomie (rot gestrichelt: Verlauf der Beckenschrauben zur Fixierung)

## Komplikationen
Als Komplikationen werden auch unerwartete Operationsergebnisse gesehen. Bei einer Triple-Osteotomie kann es zu Veränderungen der Beinlänge, Fehlkorrekturen und fehlerhafter Osteosynthese kommen. Auch wird ein postoperatives Anhalten der Beschwerden als Komplikation angesehen. Wie bei jeder anderen Operation kann auch hier nicht für den Erfolg der Behandlung garantiert werden.

### Allgemeine intraoperative Komplikationen
Wie bei jeder Operation kann es auch hier zu Blutungen oder Organverletzungen kommen, daher wird in aller Regel mit einem Autotransfusionssystem gearbeitet. Bei komplikationsfreiem Verlauf ist mit einem Blutverlust unter einem Liter zu rechnen.

### Spezielle intraoperative Komplikationen
Verletzungen des Hüftgelenks selbst sind äußerst selten und auch nicht als Komplikation anzusehen. Frakturen im Bereich des Beckens durch die Osteotomien oder Verschraubungen können vorkommen und werden während der Operation direkt versorgt. Gelegentlich kommt es bei der Präparation des Schambeins zu Reizungen oder Verletzungen des Nervus cutaneus femoris lateralis. Als Folge davon treten andauernde oder reversible Sensibilitätsstörungen im Bereich des Außenschenkels und der Leiste auf. Bei Männern besteht die Gefahr der Verletzung des Samenstranges oder der parallel laufenden Gefäße und Nerven. Die Präparation zum Sitzbein verläuft sehr nah am Nervus ischiadicus, welcher dabei verletzt werden kann. Bei der Schambeinpräparation kann es zu Verletzungen der Vena femoralis kommen, Verletzungen der Arteria femoralis sind nicht beschrieben.

### Postoperative Komplikationen
Typische Frühkomplikationen nach Knocheneingriffen, wie das Versagen der Osteosynthesematerialien (Schrauben oder Drähte) und Ausbrüche von Schrauben aus dem Knochen, sind selten. Wie nach jedem Knocheneingriff kann es auch hier zu Knochennekrosen oder Knochenheilungsstörungen kommen. Allgemeine Operations-Frühkomplikationen sind z. B. Wundheilungsstörungen, Thrombosen/Embolien, andere Gerinnungsstörungen und Wundinfektionen.
Spätinfektionen, hervorgerufen durch einen streuenden Entzündungsherd im Körper, sind als extrem selten beschrieben. Bei gelenknahen Operationen kann es u. U. zu postoperativen Bewegungseinschränkungen kommen. Als wirkliche Spätkomplikation ist die Schambein-Pseudarthrose zu nennen. Hierbei wachsen die beiden Schambeinfragmente nicht knöchern, sondern bindegewebig zusammen. Diese Pseudarthrose muss in jedem Fall revidiert, also noch einmal operiert werden, da sonst nicht genügend Stabilität im Becken erreicht wird.

## Nachbehandlung und Rehabilitation
In den ersten vier bis sechs Wochen liegen die Schwerpunkte der Nachbehandlung in der Mobilisierung des Patienten und ggf. einer Schmerztherapie. Das Bein der betroffenen Seite darf während dieser Zeit nicht oder nur sehr wenig belastet werden. Die Patienten müssen dabei lernen an Unterarmgehstützen oder mittels anderer Gehhilfen zu gehen. Weiterhin übt der Patient unter physiotherapeutischer Anleitung ein, wie er sitzen und aufstehen muss. In den folgenden Wochen wird in einer stationären oder ambulanten Anschlussheilbehandlung die Belastung des betroffenen Beines langsam und stetig aufgebaut, nicht zuletzt um die Muskulatur zu kräftigen. Auch das Treppensteigen und andere alltägliche Bewegungsabläufe müssen in der Zeit bis zum Erreichen der vollen Belastungsfähigkeit neu einstudiert werden. Zur Kontrolle des Heilungsprozesses der Knochen werden in regelmäßigen Abständen weitere Röntgenaufnahmen des Beckens angefertigt. 
Die Dauer und der detaillierte Ablauf der Nachbehandlung variieren je nach Operateur sowie individuellen Faktoren. 
Nach der Entlassung aus der Anschlussheilbehandlung werden die Patienten grundsätzlich noch einige Zeit weiter physiotherapeutisch begleitet. Des Weiteren besteht die Möglichkeit, über Reha Nachsorgeprogramme der Rentenversicherungen, wie z. B. IRENA (Intensivierte Rehabilitationsnachsorge) oder ASP weiter versorgt zu werden.
Die Entfernung der Osteosynthesematerialien erfolgt etwa nach einem Jahr.

## Erfolgsquoten

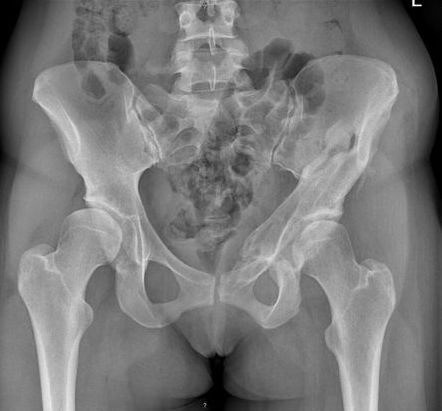
1 Jahr nach Triple-Osteotomie links; Radiologisch reibungsloser Heilungsverlauf

Wie sich in den letzten Jahren gezeigt hat, bieten dreidimensionale Hüftpfannen-Rekonstruktionsverfahren – wie die Triple-Osteotomie nach Tönnis – viele Möglichkeiten. Die wichtigste davon ist sicherlich die, ein Hüftgelenk vor dysplasiebedingtem Verschleiß zu retten. Trotzdem steht und fällt der Erfolg dieser Operation mit vielen Einflussfaktoren und nicht zuletzt mit dem Patienten selbst.
Einflussfaktoren, die den postoperativen Verlauf negativ beeinflussen oder erschweren können, sind z. B. Übergewicht, Rauchen und eine schlecht trainierte („schlaffe“) Muskulatur. Starke Adipositas (Übergewicht) belastet die Osteotomien und Osteosynthese ebenso, wie sie auch die Gelenke der unteren Extremitäten belastet. Das kommt besonders in den ersten Wochen zum Tragen, in denen das operierte Becken nur teilbelastet werden darf. Raucher haben nachweislich eine „weichere“, osteogen weniger potente Knochensubstanz als Nichtraucher. Die Ossifikation, also die (Neu-)Bildung von Knochen, wird wesentlich vom Zug der Muskulatur am Knochen beeinflusst. Je kräftiger die Muskulatur, desto größer ist der Zug an den Knochen während der Anspannung.
Je früher eine Hüftdysplasie erkannt wird, desto einfacher und wirkungsvoller ist die Therapie. Solange das Gelenk noch keine arthrotischen Veränderungen zeigt, sind die Chancen auf ein prothesenfreies Leben sehr hoch. Bei beginnendem Verschleiß ist es durchaus möglich, die Notwendigkeit einer Endoprothese zehn bis 15 Jahre oder sogar länger hinauszuzögern.
Es gibt bereits einzelne Studien zu mittelfristigen Ergebnissen in Bezug auf die Triple-Osteotomie. Die Studien befassen sich durchgehend mit Patienten, die an Hüftdysplasie leiden. Das Altersspektrum der Studien liegt durchschnittlich zwischen 13 und 46 Jahren. Alle wurden in der Technik nach Tönnis operiert und in identischer Weise nachuntersucht. Die Nachuntersuchungs-Dauer der Studie aus dem Jahr 2002 liegt bei 11,5 Jahren, sie ist damit die langfristigste Studie. Hier wurden 46 Frauen und acht Männer mit – bis dahin unbehandelter – Hüftdysplasie untersucht, die alle in der Technik nach Tönnis operiert worden sind. Die Coxarthrose-Entstehung konnte bei über 90 % der Patienten während der Studien-Dauer verhindert werden. Eine Patientin musste 11 Jahre nach der Tönnis-Osteotomie mit einer Hüft-Endoprothese versorgt werden. Innerhalb der Nachuntersuchungszeit gaben fast 90 % der Patienten eine deutliche Beschwerdebesserung mit Schmerzminderung und gesteigerter Beweglichkeit gegenüber der Zeit vor der Triple-Osteotomie an. Ca. 85 % der untersuchten Patienten beurteilten das Operationsergebnis subjektiv als „sehr gut“.

## Geschichte
Seit den 1950er Jahren war die Verschiebeosteotomie nach Chiari zumeist in Verbindung mit einer intertrochanteren Varisierungsosteotomie die gebräuchlichste Operation zur Behandlung der Hüftdysplasie beim geschlossenen Becken. Bald wurde immer häufiger auf die Intertrochantere OT verzichtet, da man herausfand, dass die optimale Therapie in der möglichst anatomischen Pfannenrekonstruktion zu finden war. Da bei der Methode nach Chiari die Rekonstruktion nur in einer Ebene stattfindet, war dies in den meisten Fällen – für eine anatomische Rekonstruktion – nicht ausreichend.
In den 1960er Jahren wurden zahlreiche Operationstechniken entwickelt, bei denen das Acetabulum – auf verschiedenen Wegen – aus der Beckenkontinuität gelöst und geschwenkt werden konnte. Die Gebrüder Blavier erprobten 1962 erstmals eine solche Technik, bei der die Pfanne sphärisch herausgelöst und in korrigierter Position wieder befestigt wurde. 1965 führte Wagner eine ähnliche Operation durch. Es folgten zahlreiche Modifikationen dieser Sphärischen Beckenosteotomie (Eppwright, Tagawa, Ganz etc.), die bis heute (vorwiegend in den Vereinigten Staaten und der Schweiz) angewendet wird.
Die erste Dreifachosteotomie wurde 1965 von LeCoeur beschrieben. Etliche Chirurgen eiferten ihm nach und entwickelten Variationen der Dreifachosteotomie. Steel entwickelte 1972 eine weitere Form, die sich bis heute gehalten hat. Hier wird auf den posterioren (hinteren) Zugang zum Sitzbein verzichtet, was einen kosmetischen Vorteil darstellt. Der Nachteil dieser Methode ist, dass der Nervus ischiadicus bei der Steel-Osteotomie nicht dargestellt werden kann. Tönnis und Kalchschmidt kamen 1976 mit der hier beschriebenen Triple-Osteotomie dazu. Sie legten die Osteotomieebenen und somit den Drehpunkt noch etwas näher an die Pfanne und osteotomierten das Sitzbein über den beschriebenen hinteren Zugang. Beide Verfahren sind diejenigen, die heute typischerweise angewendet werden.
Die ersten Operationen – nach der Technik nach Tönnis – dauerten in den 1970er Jahren noch zwischen sechs und zehn Stunden und bargen etliche Probleme und Komplikationen. Heute liegt die übliche Operationsdauer bei zwei bis vier Stunden. Die Erfahrungen der letzten Jahre haben dazu geführt, dass die Zugangswege, die Technik des Pfannenschwenkens und die Osteosynthese einfacher und sicherer wurden. Heute ist die Triple-Osteotomie ein Standardverfahren zur Therapie der Hüftdysplasie und wird an zahlreichen Kliniken durchgeführt.

## Computergestützte Triple-Osteotomie
Seit Mitte der 1980er Jahre wurden Computersysteme entwickelt, die dem Operateur bei bestimmten Eingriffen als „Richtungsweiser“ dienen sollen. Der Begriff „Computer-assisted-surgery“ (CAS) ist heute in vielen Bereichen der Chirurgie, vor allem aber in der Knochenchirurgie, kaum noch wegzudenken. Zahlreiche technisch immer genauere Systeme kommen stetig neu auf den Markt. Die ersten sogenannten OP-Navigationssysteme wurden in der Neurochirurgie bei Mikroeingriffen am Gehirn eingesetzt. Seit 1996 wird akribisch an der „Navigierten Triple-Osteotomie“ gearbeitet. Verfahren, die schon regelmäßig benutzt werden, benötigen eine vorherige Computertomographie für die Berechnung eines 3D-Abbildes des Beckens. So kann das Navigationssystem den Operateur unter Verwendung spezieller – für die Navigation sichtbarer – Instrumente sowohl bei den Sägeschnitten als auch bei der Pfannenschwenkung einweisen. Dies ist nur ein Beispiel aus den verschiedenen technischen Möglichkeiten. Die Techniken und auch die Instrumente und Geräte werden zunehmend einfacher und schneller. Studien über die Erfolge der Navigation bei Beckenosteotomien liegen bereits vor.

## Triple-Osteotomie bei Hunden
Triple-Osteotomien werden in der Tiermedizin bislang nur bei Hunden mit Hüftdysplasie durchgeführt. Da die Operation aufwändig ist, ist eine genaue Kosten-Nutzen-Analyse notwendig. Eine Triple-Osteotomie ist nur bei jungen Hunden angezeigt, für die eine Nutzung als Arbeitshund geplant ist. Voraussetzung ist, dass noch keine oder nur geringe arthrotische Veränderungen im Hüftgelenk röntgenologisch nachweisbar sind, der Reduktionswinkel im Hüftgelenk kleiner als 30° ist und der Subluxationswinkel weniger als 10° beträgt. Unter dem Reduktionswinkel wird dabei der Winkel verstanden, bei dem der Kopf des Oberschenkelknochens beim Abspreizen (Abduktion) der Gliedmaße wieder in die Hüftpfanne zurückspringt. Der Subluxationswinkel ist als der Winkel definiert, bei dem der Oberschenkelkopf bei der Einwärtsbewegung (Adduktion) aus der Pfanne springt.
Die Triple-Pelvic-Osteotomie wird vor allem nach der Methode von Slocum & Slocum durchgeführt, wobei nach der Durchtrennung der drei Beckenknochen die Hüftpfanne rotiert und nach außen verlagert wird. Die anschließende Fixierung der Beckenknochen erfolgt mit speziell dafür hergestellten Platten.